# Campionati europei di lotta 2012
I campionati europei di lotta 2012 sono stati la 64ª edizione della manifestazione continentale organizzata dalla FILA. Si sono svolti dall'8 all'11 marzo 2012 a Belgrado, in Serbia.

## Partecipanti
Hanno partecipato alla competizione lottatori in rappresentanza di 41 distinti Paesi.
- Albania (10)
- Armenia (14)
- Austria (9)
- Azerbaigian (21)
- Bielorussia (21)
- Bulgaria (18)
- Croazia (7)
- Rep. Ceca (10)
- Cipro (2)
- Danimarca (3)
- Estonia (7)
- Finlandia (9)
- Francia (12)
- Georgia (14)
- Germania (21)
- Grecia (17)
- Gran Bretagna (7)
- Irlanda (1)
- Israele (6)
- Italia (15)
- Lettonia (12)
- Lituania (13)
- Macedonia (9)
- Moldavia (19)
- Monaco (1)
- Montenegro (2)
- Paesi Bassi (1)
- Norvegia (7)
- Polonia (19)
- Portogallo (4)
- Romania (20)
- Russia (20)
- Serbia (20)
- Slovacchia (12)
- Slovenia (1)
- Spagna (10)
- Svezia (14)
- Svizzera (10)
- Turchia (21)
- Ucraina (21)
- Ungheria (18)

## Podi

### Lotta libera maschile
| Evento | Oro                  | Argento              | Bronzo                                 |
| 55 kg  | Dzhamal Otarsultanov | Besarion Gochashvili | Ahmet Peker Radoslav Velikov           |
| 60 kg  | Toğrul Əsgərov       | Anatolie Guidea      | Rasul Murtazaliev Malkhaz Zarkua       |
| 66 kg  | Alan Gogayev         | Leonid Bazan         | David Safaryan Gergely Woller          |
| 74 kg  | Denis Tsargush       | Davit Khutsishvili   | Aleksandr Qostiyev Gábor Hatos         |
| 84 kg  | Dato Marsagishvili   | Mihail Ganev         | Gheorghiță Ștefan Russia Anzor Urishev |
| 96 kg  | Abdusalam Gadisov    | Valeriy Andriytsev   | Serhat Balcı Ivan Yankouski            |
| 120 kg | Taha Akgül           | Dániel Ligeti        | Ihar Dziatko Davit Modzmanashvili      |

### Lotta greco-romana maschile
| Evento | Oro              | Argento            | Bronzo                                |
| 55 kg  | Elçin Əliyev     | Péter Módos        | Aleksandar Kostadinov Fatih Üçüncü    |
| 60 kg  | István Lévai     | Ivo Angelov        | Arslan Abdullin Davor Štefanek        |
| 66 kg  | Frank Stäbler    | Georgian Carpen    | Islam-Beka Albiev Ove Mathias Gunther |
| 74 kg  | Roman Vlasov     | Manuchar Tskhadaia | Arsen Julfalakyan Aleksandr Kazakevič |
| 84 kg  | Hristo Marinov   | Damian Janikowski  | Zhan Beleniuk Viktor Lőrincz          |
| 96 kg  | Artur Aleksanyan | Mindaugas Ežerskis | Shalva Gadabadze Serhiy Rutenko       |
| 120 kg | Rıza Kayaalp     | Khasan Baroyev     | Yuri Patrikeev Yevhen Orlov           |

### Lotta libera femminile
| Evento | Oro                   | Argento               | Bronzo                                   |
| 48 kg  | Liudmila Balushka     | Estera Dobre          | Marina Vilmova Jaqueline Saskia Schellin |
| 51 kg  | Iwona Matkowska       | Olexandra Kogut       | Alexandra Engelhardt Katia Krasnova      |
| 55 kg  | Nataliya Synyshyn     | Sofia Mattsson        | Maria Gurova Ana Maria Pavăl             |
| 59 kg  | Hanna Vasylenko       | Anastasija Grigorjeva | Sona Əhmədli Ludmila Cristea             |
| 63 kg  | Julija Ostapčuk       | Natalia Smirnova      | Monika Michalik Elif Jale Yeşilırmak     |
| 67 kg  | Hanna Johansson       | Alla Cherkasova       | Nadya Sementsova Dzhanan Manolova        |
| 72 kg  | Maja-Gunvor Erlandsen | Kateryna Burmistrova  | Natalia Vorobieva Maider Unda            |

## Classifica squadre
| Pos. | Lotta libera maschile | Lotta libera maschile | Lotta greco-romana | Lotta greco-romana | Lotta libera femminile | Lotta libera femminile |
| Pos. | Squadra               | Punti                 | Squadra            | Punti              | Squadra                | Punti                  |
| ---- | --------------------- | --------------------- | ------------------ | ------------------ | ---------------------- | ---------------------- |
| 1    | Russia                | 60                    | Russia             | 45                 | Ucraina                | 67                     |
| 2    | Georgia               | 52                    | Ucraina            | 36                 | Russia                 | 53                     |
| 3    | Bulgaria              | 49                    | Azerbaigian        | 34                 | Svezia                 | 31                     |
| 4    | Turchia               | 44                    | Bulgaria           | 30                 | Azerbaigian            | 31                     |
| 5    | Ucraina               | 30                    | Armenia            | 27                 | Polonia                | 30                     |
| 6    | Bielorussia           | 28                    | Ungheria           | 26                 | Romania                | 23                     |
| 7    | Ungheria              | 27                    | Lituania           | 26                 | Germania               | 20                     |
| 8    | Azerbaigian           | 26                    | Turchia            | 23                 | Norvegia               | 16                     |
| 9    | Armenia               | 19                    | Georgia            | 19                 | Lettonia               | 15                     |
| 10   | Romania               | 16                    | Bielorussia        | 18                 | Bulgaria               | 15                     |

## Medagliere
| Pos.   | Paese       | Oro | Argento | Bronzo | Totale |
| ------ | ----------- | --- | ------- | ------ | ------ |
| 1      | Russia      | 5   | 2       | 8      | 15     |
| 2      | Ucraina     | 4   | 4       | 3      | 11     |
| 3      | Azerbaigian | 2   | 0       | 4      | 6      |
| 3      | Turchia     | 2   | 0       | 4      | 6      |
| 5      | Bulgaria    | 1   | 4       | 3      | 8      |
| 6      | Georgia     | 1   | 3       | 2      | 6      |
| 7      | Polonia     | 1   | 1       | 1      | 3      |
| 7      | Svezia      | 1   | 1       | 1      | 3      |
| 9      | Armenia     | 1   | 0       | 3      | 4      |
| 10     | Germania    | 1   | 0       | 2      | 3      |
| 11     | Norvegia    | 1   | 0       | 0      | 1      |
| 11     | Slovacchia  | 1   | 0       | 0      | 1      |
| 13     | Ungheria    | 0   | 2       | 3      | 5      |
| 14     | Romania     | 0   | 2       | 2      | 4      |
| 15     | Lituania    | 0   | 1       | 1      | 2      |
| 16     | Lettonia    | 0   | 1       | 0      | 1      |
| 17     | Bielorussia | 0   | 0       | 2      | 2      |
| 18     | Moldavia    | 0   | 0       | 1      | 1      |
| 18     | Serbia      | 0   | 0       | 1      | 1      |
| Totale | Totale      | 21  | 21      | 42     | 84     |